# Стивенс, Томас (историк)
Томас Стивенс (англ. Thomas Stephens; 21 апреля 1821 — 4 января 1875) — валлийский историк.
Сын сапожника. Почти не получил образования, в 1835 году поступил в ученики к аптекарю в городе Мертир-Тидвил. В дальнейшем сделался владельцем аптеки, основал в городе библиотеку, занимался организацией благотворительных учреждений.
Основной труд Стивенса — книга «История валлийской литературы» (англ. The Literature of the Kymry; 1849), переведённая затем на немецкий Альбертом Шульцем. Кроме того, Стивенс написал «Историю суда присяжных в Уэльсе» (англ. The History of Trial by Jury in Wales) и памфлет, опровергающий легенду о плавании валлийского принца Мадога в Америку.